# Туобуя
Туобуя — село в Верхневилюйском районе Республики Саха (Якутия) Российской Федерации. Единственный населённый пункт Туобуйинского наслега.
Расположено в труднодоступной местности в верховьях реки Марха (приток Лены) в 187 км к юго-востоку от Верхневилюйска, в 400 км к западу от Якутска.

## Население
| 2002 | 2010 | 2012 | 2013 | 2014 | 2015 | 2016 |
| ---- | ---- | ---- | ---- | ---- | ---- | ---- |
| 354  | ↘338 | ↘337 | ↘336 | ↘323 | →323 | ↗329 |
| 2017 | 2018 | 2019 | 2020 | 2021 |      |      |
| ↗332 | ↗342 | ↘336 | ↗338 | ↗346 |      |      |